# Centre d'Esports L'Hospitalet
Maillots
Le Centre d'Esports L'Hospitalet est un club de football espagnol basé à L'Hospitalet de Llobregat, Catalogne, Espagne, qui joue en Segunda División B (D3).

## Histoire
Le Centre d'Esports L'Hospitalet a été fondé le 7 juillet 1957. Il a surgi à partir de l'union de trois équipes de la ville : l'UD Hospitalet, le CD Santa Eulàlia et le CF Hércules. Son premier président a été Domingo Peiró Ribas. Le club a débuté en  Segunda división (D2) lors de la saison 1963-64.
Le compte actuellement environ 500 associés, en plus d'un millier d'abonnés, avec deux groupes d'animation : Des Franjas Korps et S'Hospitxosos, qui ont l'habitude de se déplacer pour animer l'équipe en dehors de la ville, et qui se placent, respectivement, dans les virages Sud et Nord du stade.
Le président depuis 1994 est Miguel García.
Actuellement l'équipe joue en Segunda División B (D3).

## Anciens joueurs
- Thomas Nkono
- Jaime Ramírez
- Thaer Fayed Al-Bawab
- Sergio González
- Ibán Salvador
- Toni Velamazán
- Josep Maria Comadevall
- Jordi Quintilla
- Adama Traoré